# Harald Sörensen-Ringi

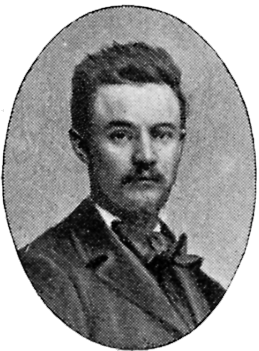
Harald Sörensen-Ringi

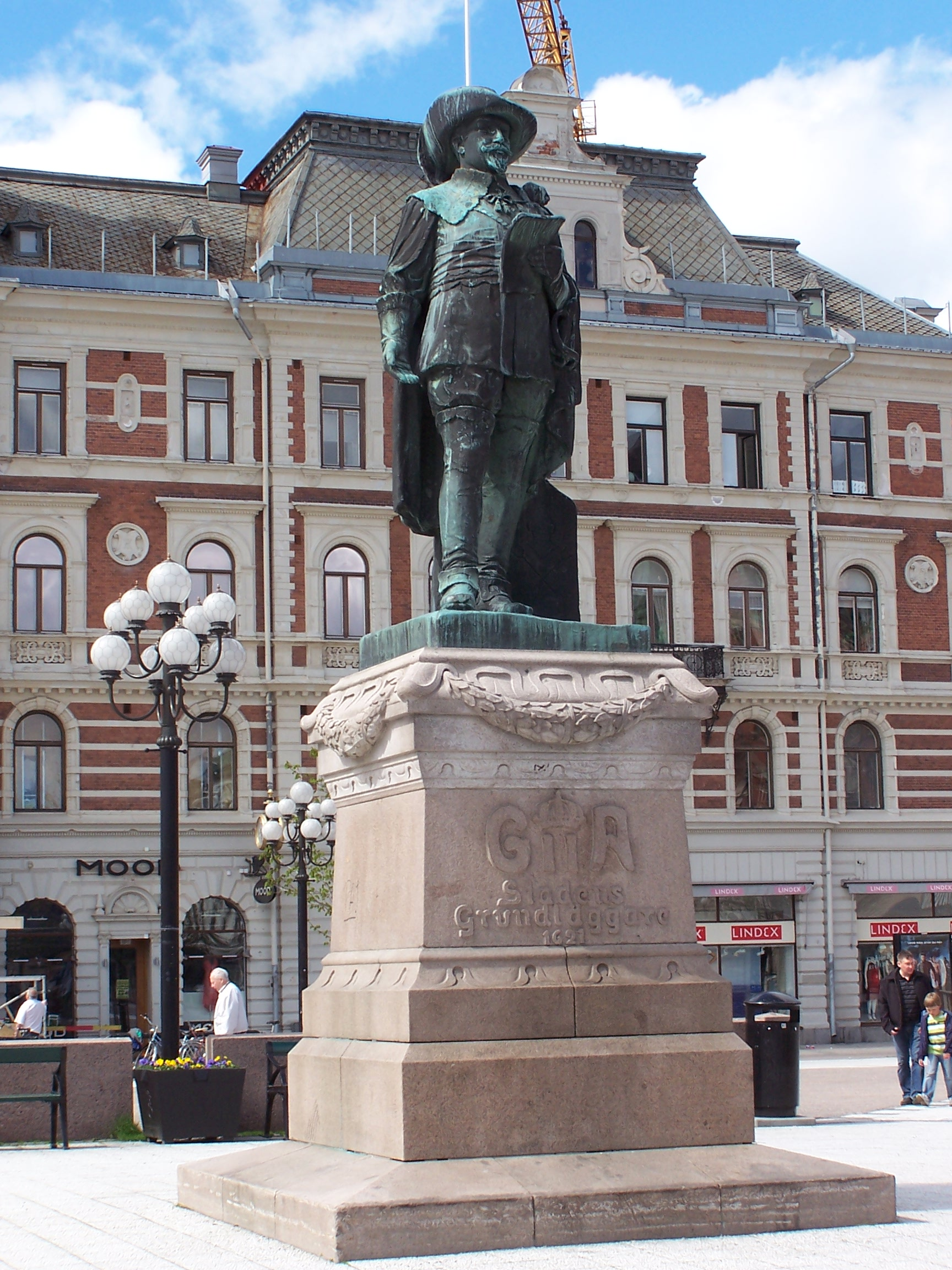
Gustav II Adolfsstatyn på Stora torget i Sundsvall

Harald Sörensen-Ringi, född 3 mars 1872 i Tunadal, Sköns socken, Medelpad död 11 april 1912 i Stockholm, var en svensk skulptör, tecknare och målare. 
Han var son till ingenjören Christian Sörensen-Ringi och Nina Iversen och från 1899 gift med Ella Odhner. Under sin studietid vid Sundsvalls läroverk ritade han en mängd karikatyrteckningar av lärare och skolkamrater och han fick rådet att utbilda sig till konstnär. Han studerade först vid Tekniska skolan i Stockholm innan han studerade för Per Hasselberg vid Konstnärsförbundets skola i Stockholm från 1893, därefter studerade han för Christian Eriksson i Paris 1894 och han biträdde Eriksson i hans ateljé i Taserud 1895–1896 med att hugga den avlidne Hasselbergs Näckrosen i marmor. Han återvände till Paris 1896 där han under något år studerade vid Académie Colarossi och för Jean-Antoine Injalbert. Han debuterade på Parissalongen 1898 med bronsskulpturen Bönen och vid salongen 1899 fick han ett hedersomnämnande för sin marmorskulptur Natten. Han var representerad vid världsutställningen 1900 med ett par föremål. Vid slutet av sin Paristid räknades han som en av Sveriges mest lovande yngre skulptörer. Efter återkomsten från Paris 1903 kom han inte riktigt att infria några av de högt ställda förväntningarna. Hans produktion dominerades av porträttbyster där han bland annat utförde porträttreliefer av Ava Bonnier, Per Hasselberg, Christian Eriksson, Jeanne de Tramcourt och Erik Norselius. Bland hans offentliga arbeten märks de religiösa relieferna för Trefaldighetskyrkan i Uppsala och Johanneskyrkan i Malmö, ett altarskåp för en kyrka i Helsingfors och ett gipsreliefverk i Nätra kyrka söder om Örnsköldsvik. Han var från 1897 medlem i Konstnärsförbundet och medverkade i förbundets utställningar Stockholm, Göteborg, Helsingfors, Uppsala och Berlin. Under sin tid i Paris deltog han regelbundet i de olika salongerna. Tillsammans med Ragnar Salwén ställde han på Konstnärshuset i Stockholm. En minnesutställning med hans konst arrangerades av Stockholms konstförening 1917. Till Sörensen-Ringis mest kända verk hör Gustav Adolfstatyn i Sundsvall. Skulpturen Vågen ställdes ut i Sveriges paviljong vid världsutställningen i Paris 1900. Sörensen-Ringi finns representerad vid bland annat Nationalmuseum i Stockholm, Norrköpings konstmuseum, Thielska galleriet och Dramatiska teatern.